# División de Honor femenina de balonmano 2011-12
La temporada 2011-12 de la Liga División de Honor Femenina Elite fue la 55.ª edición de la máxima competición sénior de balonmano femenino en formato liguero que se celebra en España y organizado por la Real Federación Española de Balonmano (RFEBM) en el que se proclamó campeón el Grupo ASFI Itxako Navarra. 

## Sistema de competición
Como ya ocurrió en ediciones anteriores, consta de 26 jornadas. Comenzó el fin de semana del 10 de septiembre de 2011 y concluyó el 15 de mayo de 2012 con la 26.ª jornada. Juegan todos contra todos, a ida y vuelta y los dos últimos descendieron a la División de Honor Plata.

### Acceso a Europa, ascensos y descensos
El primer clasificado tuvo acceso a la siguiente edición de la EHF Copa de Europa, al igual que el subcampeón, teniendo que pasar este una ronda previa. Los 3.º y 4.º de la Liga División de Honor Élite tendrán acceso a la Copa EHF y el ganador de la Copa de la Reina 2012, tuvo una plaza en la siguiente edición de la Recopa de Europa.
A la Copa de la Reina 2012, tienen acceso los 8 primeros clasificados al término de la primera vuelta de la Liga División de Honor Elite. Se celebró durante el mes de febrero de 2012. 

## Equipos participantes
| Equipo                         | Localización    | Estadio                                        | Capacidad |
| ------------------------------ | --------------- | ---------------------------------------------- | --------- |
| Elche Mustang                  | Elche           | Pabellón Municipal Esperanza Lag               | 2 000     |
| Elda Prestigio                 | Elda            | Polideportivo Ciudad de Elda Florentino Ibáñez | 2 000     |
| Mar Alicante                   | Alicante        | Pabellón Colegio Agustinos                     | 600       |
| Mar Sagunto                    | Sagunto         | René Marigil                                   | 600       |
| Bera Bera                      | San Sebastián   | Polideportivo Municipal Bidebieta              | 682       |
| Kukullaga Etxebarri            | Echévarri       | Polideportivo Municipal de Etxebarri           | 2 000     |
| Feve Gijón                     | Gijón           | Pabellón de Deportes La Tejerona               | 900       |
| C. B. Ro'casa                  | Telde           | Pabellón Insular Antonio Moreno                | 600       |
| Club Balonmano Castro Urdiales | Castro-Urdiales | Polideportivo Municipal Pachi Torre            | 500       |
| CLEBA León                     | León            | Palacio de los Deportes de León                | 6 000     |
| Club BM Alcobendas             | Alcobendas      | Pabellón de Los Sueños                         | 1 000     |
| C. B. Porriño                  | Porriño         | Pabellón Municipal de Porriño                  | 1 692     |
| UCAM Murcia                    | Murcia          | Palacio de Deportes de Murcia                  | 6 034     |
| Grupo ASFI Itxako Navarra      | Estella         | Polideportivo Lizarrerría                      | 2 800     |

## Clasificación
| Pos. | Equipo                    | J  | G  | E | P  | F   | C   | Pts |
| ---- | ------------------------- | -- | -- | - | -- | --- | --- | --- |
| 1    | Grupo ASFI Itxako Navarra | 26 | 25 | 0 | 1  | 850 | 537 | 50  |
| 2    | Bera Bera                 | 26 | 22 | 1 | 3  | 761 | 567 | 45  |
| 3    | Mar Sagunto               | 26 | 27 | 1 | 8  | 724 | 676 | 35  |
| 4    | Alcobendas                | 26 | 15 | 4 | 7  | 702 | 633 | 34  |
| 5    | Mar Alicante              | 26 | 16 | 0 | 10 | 681 | 627 | 32  |
| 6    | Elche Mustang             | 26 | 24 | 2 | 9  | 700 | 661 | 32  |
| 7    | C. B. Ro'casa             | 26 | 11 | 2 | 13 | 625 | 655 | 24  |
| 8    | CLEBA León                | 26 | 10 | 2 | 17 | 646 | 665 | 22  |
| 9    | Elda Prestigio            | 26 | 9  | 3 | 14 | 661 | 692 | 21  |
| 10   | C. B. Porriño             | 26 | 8  | 4 | 14 | 559 | 673 | 20  |
| 11   | UCAM Murcia               | 26 | 8  | 4 | 14 | 586 | 633 | 20  |
| 12   | C. B. Castro Urdiales     | 26 | 6  | 2 | 18 | 589 | 636 | 14  |
| 13   | Kukullaga Etxebarri       | 26 | 5  | 1 | 20 | 584 | 801 | 11  |
| 14   | Feve Gijón                | 26 | 1  | 2 | 23 | 539 | 752 | 4   |

### Acceso a Europa, ascensos y descensos
El campeón fue el equipo navarro del Grupo ASFI Itxako Navarra y, para la Liga de Campeones, se clasificó el Balonmano Bera Bera, tras decidir el Itxako renunciar y competir en la Copa EHF, donde le acompañan el Mar Sagunto y el Balonmano Alcobendas. El Mar Alicante renuncia por problemas económicos a la Recopa de Europa.
Ascienden de División de Honor Plata el Castelldefels y el Mecalia Atlético Guardés.
Descienden el Kukullaga Etxebarri y el Feve Gijón pero el Elda Prestigio y el UCAM Murcia renuncian a la División de Honor. Se repesca el Kukullaga Etxebarri, que permanece una temporada más en la máxima división española y se invita al Balonmano Zuazo Barakaldo.